# Économie du Mandchoukouo
 (juin 2025).
Si vous disposez d'ouvrages ou d'articles de référence ou si vous connaissez des sites web de qualité traitant du thème abordé ici, merci de compléter l'article en donnant les références utiles à sa vérifiabilité et en les liant à la section « Notes et références ».

Cet article décrit les économies du Mandchoukouo et du Mengjiang durant la période 1931-1944. L'annexion japonaise effective de 1931 mène à un système colonial et l'empire du Japon investit beaucoup dans l'industrie lourde et dans une moindre mesure dans l'agriculture.

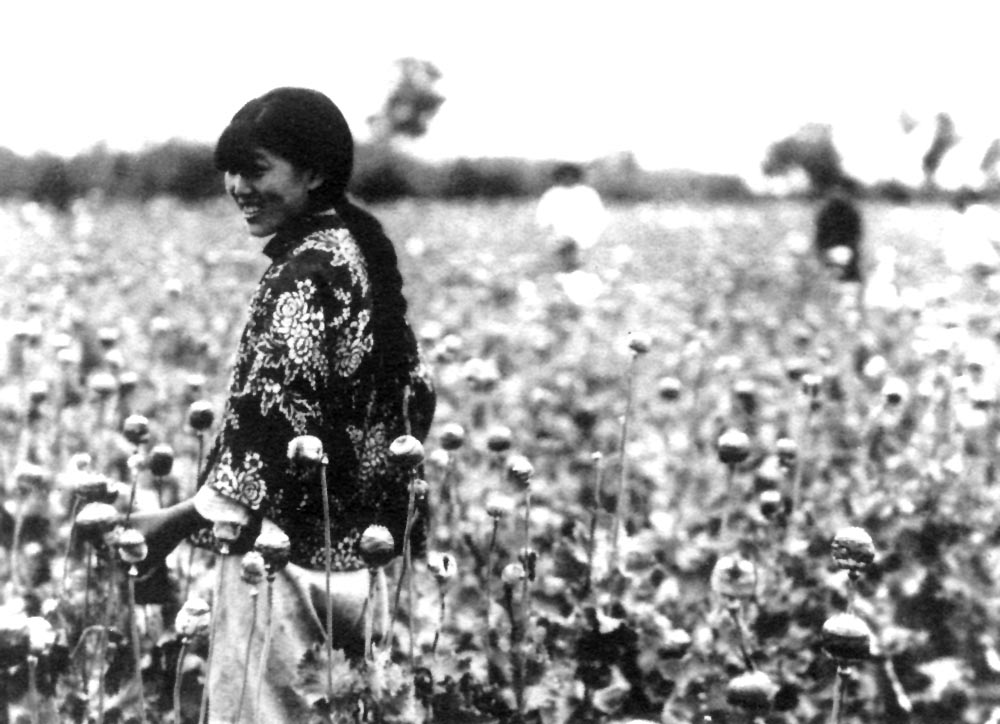
Récolte du pavot au Mandchoukouo. Le pays était un lieu important de production d'opium. La consommation intérieure était interdite et le Japon désirait utiliser cette drogue pour des « actions de démoralisation » sur les « races inférieures », un terme qui désignait tous les peuples non-japonais.

Le conseil d'État des Affaires générales dirigeait la politique économique sous contrôle japonais. La banque centrale de Mandchou est la banque centrale nationale. L'armée japonaise du Guandong restait la plus haute autorité, représentant l'empereur du Japon.

## Acteurs
Les grandes puissances économiques de la région sont les compagnies de chemin de fer. Leur amélioration constitue aux yeux des pouvoirs publics une nécessité pour améliorer l'économie du pays.

## Secteurs d'activités
| Secteur d'activité   | Nombre d'actifs | Part de la population (en %) |
| -------------------- | --------------- | ---------------------------- |
| Agriculteurs         | 11 879 816      | 68.3                         |
| Ouvriers             | 2 168 804       | 12.5                         |
| Commerçants          | 1 507 341       | 8.7                          |
| Éducation et science | 1 344 787       | 7.7                          |
| Militaires           | 337 177         | 1.9                          |
| Affaires publiques   | 164 598         | 0.9                          |